# 청주 무농정
청주 무농정(淸州 務農亭)은 충청북도 청주시 상당구 용암동에 있는 정자이다. 1990년 12월 14일 충청북도의 기념물 제85호로 지정되었다.

## 개요
청주를 본관으로 하는 가장 대표적인 씨족인 청주 한씨와 관계된 정자의 옛 터이다.
청주 남쪽의 넓은 들판이 한눈에 내려다보이는 낮은 언덕 위에 정자를 짓고 농사에 힘쓰도록 권장하였던 곳으로 알려져 있다. 정자는 폐허화 되고 숙종 14년(1688) 후손 한익저가 세운 유허비만 남아 있었는데, 1949년 후손들이 시멘트로 지었다가 1988년 앞면 3칸·옆면 2칸 크기의 목조로 다시 세운 것이다. 서쪽에 작은 대문이 있고 4면을 담장으로 둘렀으며 앞뜰 좌측에 무농정유허비가 있다.

## 현지 안내문
무농정지는 청주를 본관으로 하는 대표적인 씨족인 청주 한씨와 관련된 유적이다. 무농정 앞쪽의 《무농정유허비》(務農亭遺墟碑)는 숙종 14년(1688) 한익저(韓益著)가 세운 것으로 무농정의 유래를 적고 있다. 본래 청주 한씨의 시조인 한란(韓蘭)이 청주 남쪽의 넓은 들판을 한 눈에 내려다 볼 수 있는 낮은 구릉 위에 정자를 짓고 농사에 힘쓰도록 권장하기 위해 세웠다고 한다.
현재의 건물은 1949년에 시멘트로 중건한 정자가 한국전쟁 때 불타, 1988년 정면 3칸, 측면 2칸의 목조 건물로 재현한 것이다. 정자의 왼쪽에는 《무종정유허비》, 오른쪽에는 1992년에 세운 《무농정중건비》가 있어 그 내력을 알 수 있다.

## 갤러리
- 무농정 외관
- 무농정유허비
- 무농정유허비
- 무농정재중건비
- 무농정재중건비

## 참고 자료
- 청주 무농정 - 국가유산청 국가유산포털
- 무농정지 - 청주시 문화관광